# 사진 조작

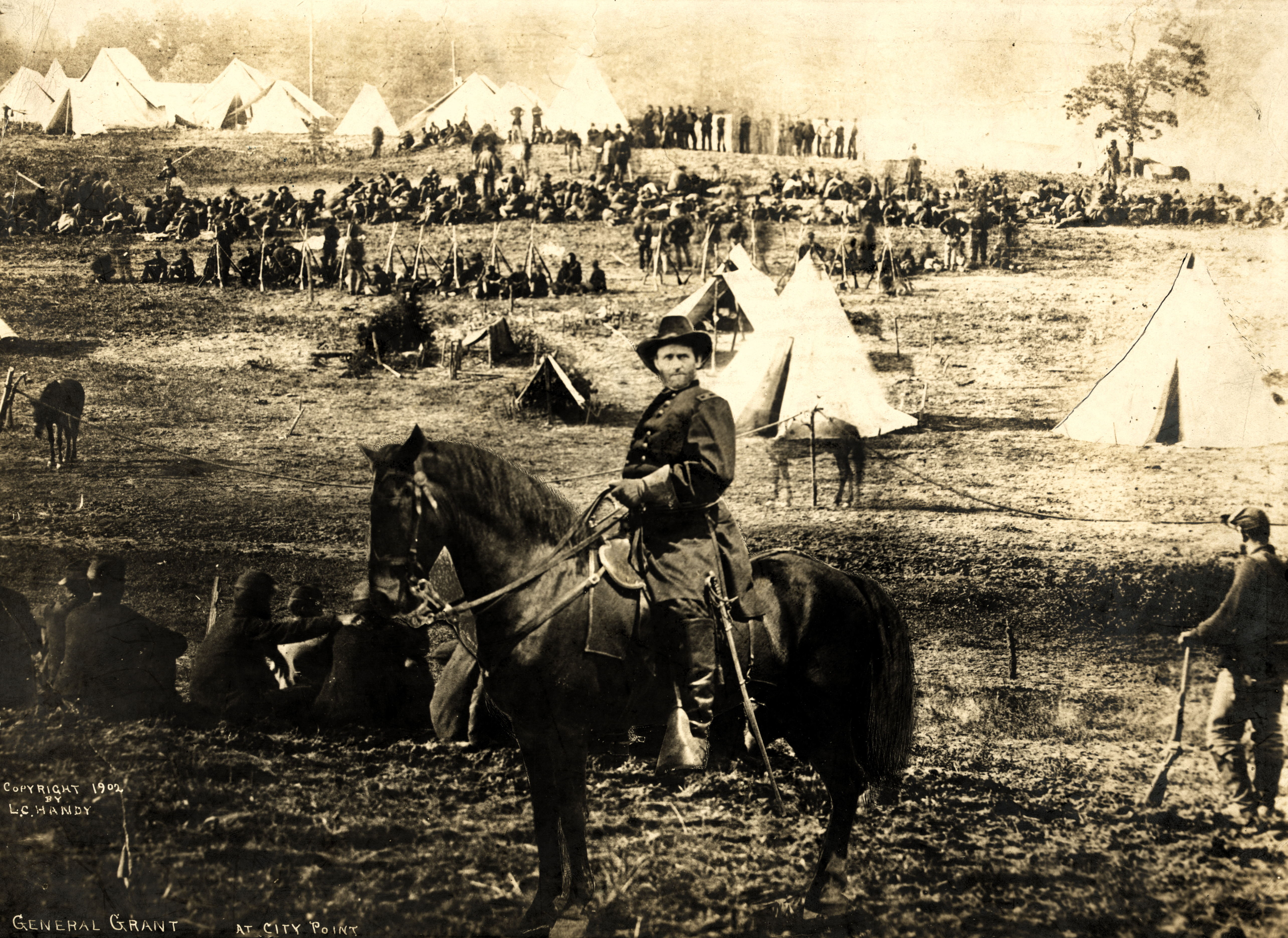
율리시스 S. 그랜트의 모습. 3장의 각기 다른 사진을 합성한 것이다.

사진 조작에는 사진을 변형하거나 변경하는 행위가 포함된다. 일부 사진 조작은 숙련된 예술 작품으로 간주되는 반면, 다른 사진 조작은 특히 속이는 데 사용될 경우 비윤리적인 행위로 간주된다. 사진은 정치적 선전, 대상의 외양 개선, 오락 또는 유머를 위해 조작될 수 있다.
응용 및 의도에 따라 일부 사진 조작은 독특한 이미지 생성과 경우에 따라 사진 작가의 예술 작품 표현을 포함하기 때문에 예술 형식으로 간주된다. 예를 들어, 앤설 애덤스는 암실 노출 기술을 사용하여 사진을 굽고(어둡게), 닷지(밝게)했다. 다른 기술로는 잉크나 페인트를 사용한 수정, 에어브러싱, 이중 노출, 암실에서 사진이나 네거티브 연결, 즉석 필름 긁기 등이 있다. 디지털 이미지에 적용되는 소프트웨어 도구는 전문 응용 프로그램부터 일반 사용자를 위한 기본 이미징 소프트웨어까지 다양하다. 포토샵 처리(Photoshopping)는 어도비 포토샵의 상표의 보통명칭화로 사진 조작을 뜻하는 동사이다.

## 같이 보기
- 2차적저작물
- 사료 비판